# Кабульський книгар
Кабульський книгар — нехудожня книга норвезької письменниці Осне Саєрстад, що вийшла у Норвегії 2003 року.  Українською мовою випущено вперше  видавництвом «Наш Формат» у  2014 році.
Знайомство норвезької журналістки Осне Саєрстад з кабульським книгарем Султаном Ханом стало перепусткою в незнаний як європейському, так і українському читачеві світ постталібанського афганського суспільства. Життя міста і села, різних прошарків населення, специфіка економічного, політичного та соціального устрою, а передусім — обмежений ретельними приписами суспільних вимог жіночий побут під паранджею, — усе це лягло в основу розповіді авторки.

## Сюжет

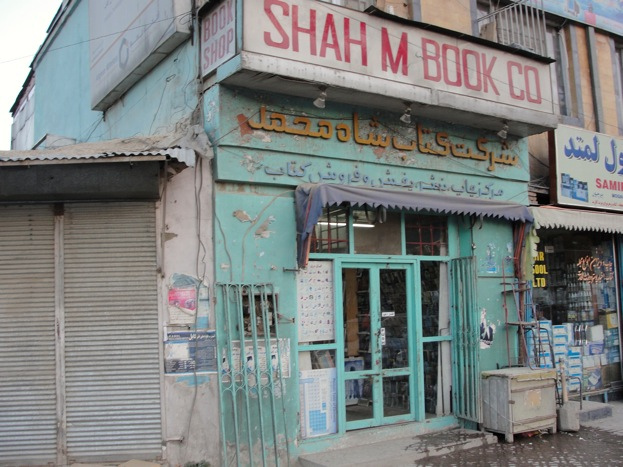
Книгарня Шаха Мухаммада в Кабулі, на якій базується книга.

В книзі йдеться про талібів, моджахедів, колишніх королів Афганістану, про присутність СРСР та Америки. Читач дізнається про це через призму життя малих, дорослих і старих членів родини головою яких є власник книгарні Султан Хан. Авторка знайомить з їхніми сусідами, близькими і далекими родичами, життям афганського міста, ретельними приписами суспільних вимог. Особливо жорсткі ці вимоги щодо жінок. Цій тематиці в книзі відведено багато сторінок.
В деяких сільських епізодах можна впізнати і українське село. І так само в їхніх бюрократах можна впізнати і наших чиновників. Але за буденним життєписом симпатичних і не дуже осіб проступає зрозуміла картина розшарпаної війнами країни. Напрошуються багато висновків і порівнянь. Більшість персонажів будуть добре зрозумілі читачеві, оскільки тут можна знайти приховані паралелі і для українського суспільства. Авторка також фокусується на умовах афганських жінок, які досі живуть під пануванням сильних ультраконсервативних традицій — багатоженство і шлюб за домовленістю. Вона також описує конфлікт між американізацією та традиційним ісламом. Книги дає зрозуміти про ступінь регресу, який може охопити країну, котра починає експериментувати із соціальними устроями. Афганістан не єдиний на планеті, який ніби і хоче рухатися вперед, та все ж чомусь значна частина країни чинить цьому шалений опір. Приклад недавньої історії Афганістану показує – Україні варто вчитися на чужих помилках.